# Takeichi Nishi

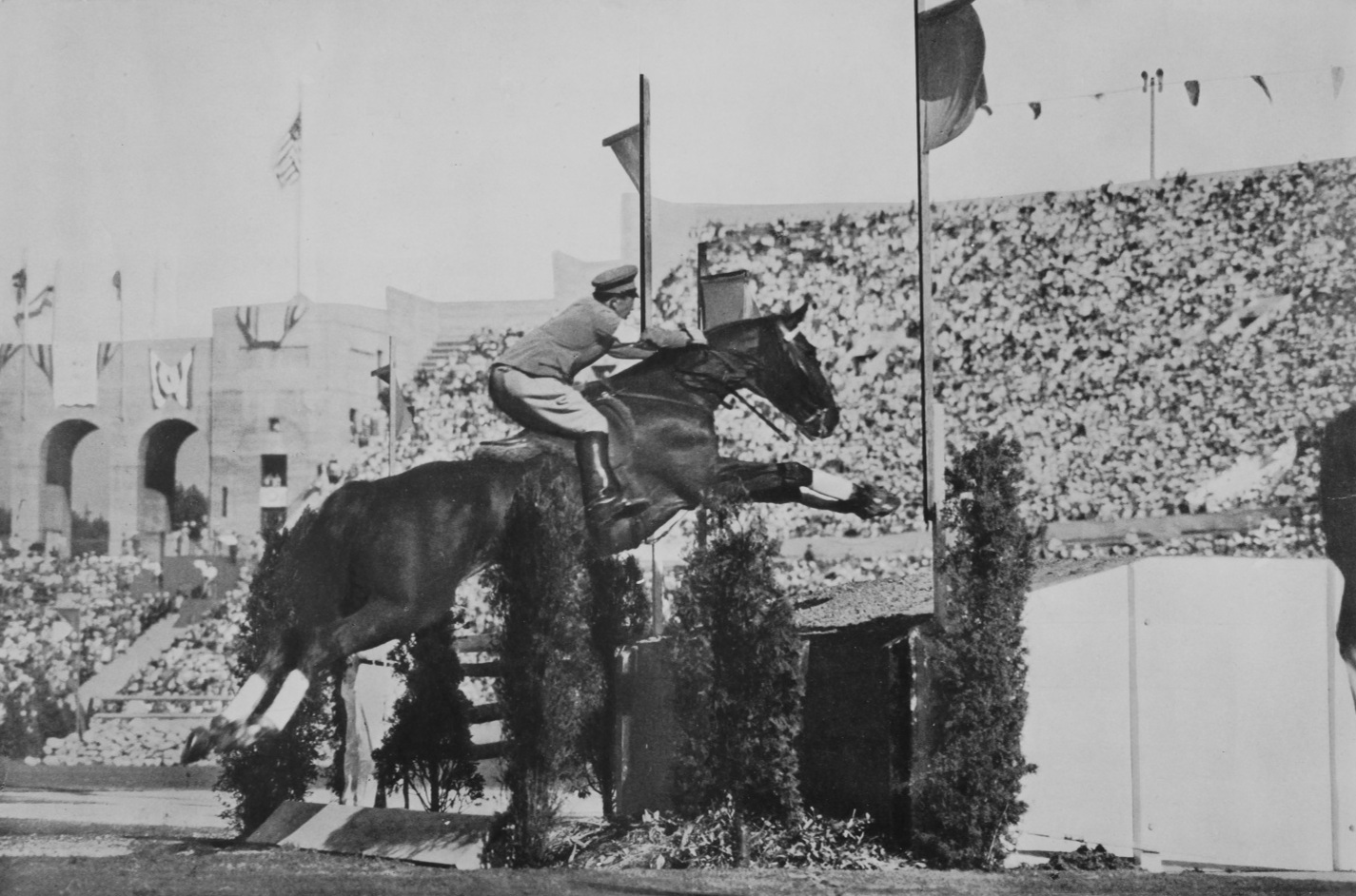
Nishi e seu cavalo, Urano, durante as Olimpíadas de 1932.

O Barão Takeichi Nishi (西竹一, Nishi Takeichi) (12 de julho de 1902 - 22 de março de 1945) foi um oficial do exército imperial japonês e ginete campeão olímpico.

## Família e primeiros anos
Nishi nasceu em 1902 no distrito de Azabu, em Tóquio. De nascimento ilegítimo, ele era o terceiro filho de Nishi Tokujirō, um danshaku (barão, no sistema de títulos nobiliáricos kazoku). Sua mãe não era casada com Tokujirō, e foi forçada a deixar a casa pouco após seu nascimento. Seu pai ocupou diversos cargos de alto escalão no Ministério das Relações Exteriores e no Conselho Privado, até se tornar Embaixador para a dinastia chinesa Qing durante o Levante dos Boxers.
Nishi estudou em Gakushuin. Em 1912, com apenas 10 anos, herdou o título de barão após a morte de seu pai. Em 1915, ele ingressou no Primeiro Colégio Júnior de Tóquio (atual Colégio Hibiya), de acordo com o desejo de morte de seu pai; seus colegas de classe incluíam Hideo Kobayashi, futuro crítico literário de renome, e Hisatsune Sakomizu, que seria o Secretário-principal de Gabinete do Japão em 1945.
Em setembro de 1917, Nishi entrou na Escola de Cadetes do Exército de Hiroshima, uma escola preparatória militar criada de acordo com modelos prussianos, e em 1920 estudou na Academia Central de Cadetes de Tóquio. Um de seus colegas era Masanobu Tsuji, anteriormente aluno-chefe da Academia Nagoya. Ele completou seus estudos na Academia Central em seis meses, em abril de 1920, devido à reorganização das escolas militares, e começou cursos na Academia do Exército Imperial Japonês. Durante seus estudos lá, Nishi foi designado para o Primeiro Regimento de Cavalaria, baseado em Setagaya, Tóquio. em 1924, graduou-se na Academia, sendo o 13º dos 19 alunos de sua classe, e foi comissionado como segundo tenente em outubro. Ele se deslocou até o seu regimento de cavalaria após graduar-se na Escola da Cavalaria do Exército. Em outubro de 1927, foi promovido a tenente.

## Carreira
Nishi foi campeão de hipismo nos Jogos Olímpicos de 1932, em Los Angeles, na categoria Salto sobre Obstáculos, montando o cavalo Urano. Foi, mais tarde, convocado para o exército imperial do Japão para lutar na Segunda Guerra Mundial. Faleceu durante a batalha em Iwo Jima em março de 1945.
O Barão Nishi, como era conhecido, foi interpretado por Tsuyoshi Ihara no filme Cartas de Iwo Jima dirigido por Clint Eastwood.